# Tennistavolo in Italia
Il tennistavolo in Italia è regolato dalla Federazione Italiana Tennistavolo, fondata per la prima volta nel 1945 quindi di nuovo nel 1947.

## Origini
Nel 1960 si svolse la prima Assemblea Generale nazionale e fu eletto come presidente della nascente Federazione Italiana Filippo Dragotto. Quattro anni dopo fu la volta di Guglielmo Sineri, confermato sino al 1976. Dal 22 febbraio 1979 la Federazione Italiana tennis tavolo (F.I.Te.T.) inizia ad appartenere a tutti gli effetti alle federazioni sportive riconosciute dal CONI.
Lo sviluppo del Tennis tavolo Italiano si ebbe per lo più negli ultimi 40 anni. Infatti se nel 1970 i Campionati Italiani si disputarono al Teatro delle Terme Anticolane di Fiuggi, nel prosieguo degli anni si è arrivati alla realizzazione di un centro specializzato, sempre a Fiuggi, dedicato alla preparazione tecnico-atletica degli atleti di interesse nazionale. Fu sostituito in seguito dal palaDeSantis di Terni e, negli ultimi anni, si è cercato di fare dei Campionati Italiani una manifestazione itinerante, si è giocato per due anni a Jesolo (2005 e 2006), a Terni (2007), a Termeno (2008), a Conversano (2009),a Ponte di Legno (2010), a Rimini (2011), a Riccione (2012) e a Riva del Garda (2013). Notevole traguardo è l'arruolamento di 4 nazionali pongisti (Mihai Bobocica, Nikoleta Stefanova, Marco Rech Dal Dosso e Leonardo Mutti) nell'Aeronautica Militare.

## Selezioni nazionali italiane
A livello maschile il divario rispetto ad altre compagini resta notevole. I risultati più apprezzabili della nazionale Italiana maschile sono stati sinora ottenuti grazie all'inserimento di un atleta cinese con cittadinanza italiana Yang Min e dell'azzurro Massimiliano Mondello. Il risultato più prestigioso è stato raggiunto a Kuala Lampur nei Campionati del Mondo del 2000, quando la squadra allenata dal coach Patrizio Deniso conquistò uno storico bronzo. La rosa italiana era composta da Yang Min, Massimiliano Mondello, Valentino Piacentini e Umberto Giardina.
La nazionale italiana successivamente ebbe  Leonardo Mutti e Mihai Bobocica, oltre a loro la rosa della nazionale comprendeva Stefano Tomasi e Mattia Crotti. Altri giocatori più giovani per il futuro della nazionale italiana Alessandro Baciocchi, Daniele Pinto e Luca Bressan.
L'Italia è un paese di "immigrazione" per giocatori stranieri con discreta classifica europea, che oltre a incrementare lo spettacolo nei tornei, affiancano i compagni come allenatori.
Se da un lato l'Italia è un paese di approdo per atleti stranieri è invece raro che atleti italiani giochino all'estero, (ad esempio in Francia, Germania o Svezia), questo proprio a causa della maggior caratura degli atleti di altri campionati. Rari giocatori hanno avuto occasione di fare esperienza nei campionati stranieri, Alessia Arisi (Steinhagen), Piacentini (Plüderhausen) ed Erich Schuster, triestino che ha lavorato diversi anni a Karlsruhe, Augsburg, Passau, Monaco di Baviera come giocatore e si è formato come allenatore alla migliore scuola tedesca a (Karlsruhe) dal grande allenatore Lehmann, coach di Rosskopf e Fetzner, 2 anni con Liang Geliang (7 volte campione del mondo) e 3 anni alla scuola svedese dell'allenatore di Waldner e Appelgren.
Il livello medio dei giocatori italiani è comunque in aumento. Nonostante questo l'Italia rimane in posizione di rincalzo nei confronti di altre nazioni europee e soprattutto di quelle non europee.
A livello femminile vi sono state soddisfazioni per i colori azzurri: titolo europeo nel 2003 e numerosi piazzamenti nei tornei internazionali. Da segnalare come giocatrici Nikoleta Stefanova, Wenling Tan-Monfardini, Wang Yu, Tian Jing, Laura Negrisoli e Veronica Mosconi.

## Tornei e classifiche
In Italia si disputano campionati a squadre e campionati individuali di categoria;
I tornei maschili a squadre si dividono in serie: "A1", "A2", "B1", "B2", "C1", "C2", "D1", "D2" e in alcune regioni "D3".
Ogni squadra è composta da tre giocatori più le eventuali riserve.
Si disputano incontri al meglio delle nove partite (formula Swaytling), vince quindi chi arriva prima a cinque vittorie, questo avviene generalmente dalla "D3" fino alla serie B1.
Nelle categorie A1 e "A2" sia maschile che femminile la formula cambia: gli incontri sono 6, 3 contro 3 e i possibili risultati sono vittoria, sconfitta ma anche pareggio (mini Swaytling).
Nel reparto femminile, limitatamente alle serie "B", "C" e "D" si usa la formula di gioco "Courbillon" che prevede due singoli, un doppio e altri due singoli.
La prima categoria è riservata ai migliori 12 atleti uomo della classifica nazionale, per le donne le prime 8;
La seconda categoria è composta da un numero variabile di giocatori sino ad una massimo di 120.
La terza categoria è composta da 320 giocatori più i giocatori segnalati dai vari comitati regionali.
La quarta categoria è composta dai giocatori fino al numero 2000.
La quinta categoria va dalla posizione 2001 alla 5000.
Tutti gli altri atleti sono sesta categoria.
A livello nazionale e regionale si disputano quindi tornei di prima, seconda, terza, quarta, quinta e sesta categoria e tornei giovanili con incontri sia di singolo che doppio e doppio misto.
Vi sono infine gare riservate ai veterani, oltre i 40 anni (categorie 40-50, 50-60 e una categoria diversa ogni cinque anni di età) e, naturalmente, gare per dilettanti. In ogni gara è possibile guadagnare dei punti classifica battendo altri giocatori.
In Europa ogni anno si disputano la "Champions League", la "coppa ETTU" e la "Intercup".
Nel 2006 e nel 2007 una formazione italiana, lo "Sterilgarda Tennistavolo Castel Goffredo" di Mantova, ha conquistato il trofeo con la propria squadra femminile. Tra di esse la giocatrice di origine bulgara ma cresciuta in Italia Nikoleta Stefanova.
Statistiche (a tutto il 2010)
Il pongista italiano più titolato in assoluto è diventato Massimiliano Mondello con 34 titoli Nazionali, (10 nel singolare, 8 nel doppio maschile, 5 nel doppio misto e 11 nel campionato a squadre) e con oltre 300 presenze in azzurro, oltre a detenere il record di Titoli individuali vinti diventando per 10 volte Campione Italiano assoluto; seguono Massimo Costantini con 24 titoli nazionali, (singolare, doppio maschile, doppio misto e campionato a squadre) e con 452 presenze in azzurro (a cui vanno aggiunte 40 presenze in nazionale giovanile), Stefano Bosi, ex presidente della Federazione Europea e, dal 1990 al 2004 di quella italiana, che si è aggiudicato 7 titoli individuali, 4 nel doppio e 3 nel doppio misto. Infine come nota di rilievo complessivo Giovanni Bisi: 2 singolari, 3 nel doppio e 9 nel misto.
In ambito femminile è Isabella Colombo con 27 titoli complessivi la detentrice dell'attuale record, di cui 7 nel singolo, 6 nel doppio misto e ben 14 nel doppio femminile, vinti tra il 1953 e il 1969. Seguono Stefanova (8 titoli individuali) e Arisi (7 titoli individuali).

### Albo vincitori
| Anno | Luogo                | Singolare maschile    | Singolare femminile    |
| ---- | -------------------- | --------------------- | ---------------------- |
| 1948 | Livorno              | Lucio Sturani         | Francesca Rabarri      |
| 1949 | Modena               | Lucio Sturani         | Imperia Marchionne     |
| 1950 | Genova               | Lucio Sturani         | Imperia Marchionne     |
| 1951 | Bologna              | Giuseppe Molina       | Antonella Monzini      |
| 1952 | Milano               | Gianni Rondani        | Antonella Monzini      |
| 1953 | Parma                | Gianni Rondani        | Emiliana Frediani      |
| 1954 | Parma                | Gianni Rondani        | Maria Luisa Malvano    |
| 1955 | Vigevano             | Lucio Sturani         | Anna Grippa            |
| 1956 | Napoli               | Giacomo De Martini    | Isabella Colombo       |
| 1957 | Livorno              | Luciano Winderling    | Paola Caneva           |
| 1958 | Livorno              | Luciano Winderling    | Marisa Guglielmetti    |
| 1959 | Trieste              | Mauro Galli           | Isabella Colombo       |
| 1960 | Livorno              | Luciano Winderling    | Isabella Colombo       |
| 1961 | Chiavari             | Luciano Winderling    | Isabella Colombo       |
| 1962 | Chiavari             | Giuseppe Molina       | Isabella Colombo       |
| 1963 | Vigevano             | Giuseppe Molina       | Isabella Colombo       |
| 1964 | Stresa               | Mauro Galli           | Antonietta Galli       |
| 1965 | Varese               | Mauro Galli           | Antonietta Galli       |
| 1966 | Varese               | Luciano Winderling    | Antonietta Galli       |
| 1967 | Firenze              | Guido Tosetto         | Antonietta Galli       |
| 1968 | S.Elpidio            | Alessio Cossutta      | Antonietta Galli       |
| 1969 | Varese               | Roberto Triulzi       | Isabella Colombo       |
| 1970 | Fiuggi               | Alberto Pellizzola    | Giuseppina Vigotti     |
| 1971 | Fiuggi               | Stefano Bosi          | Edith Santifaller      |
| 1972 | Fiuggi               | Stefano Bosi          | Marcella Marcone       |
| 1973 | Fiuggi               | Stefano Bosi          | Angela La Gioia        |
| 1974 | Fiuggi               | Stefano Bosi          | Angela La Gioia        |
| 1975 | Fiuggi               | Stefano Bosi          | Angela La Gioia        |
| 1976 | Fiuggi               | Massimo Costantini    | Sonia Milic            |
| 1977 | Parma                | Stefano Bosi          | Fabrizia Saporetti     |
| 1978 | Campobasso           | Massimo Costantini    | Paola Bevilacqua       |
| 1979 | Monza                | Stefano Bosi          | Sonia Milic            |
| 1980 | Parma                | Massimo Costantini    | Paola Bevilacqua       |
| 1981 | Senigallia           | Massimo Costantini    | Marina Cergol          |
| 1982 | Livorno              | Massimo Costantini    | Paola Bevilacqua       |
| 1983 |                      | Giovanni Bisi         | Giorgia Zampini        |
| 1984 |                      | Massimo Costantini    | Giorgia Zampini        |
| 1985 |                      | Giovanni Bisi         | Marina Cergol          |
| 1986 |                      | Lorenzo Nannoni       | Giorgia Zampini        |
| 1987 | Verona               | Francesco Manneschi   | Giorgia Zampini        |
| 1988 | Modena               | Lorenzo Nannoni       | Giorgia Zampini        |
| 1989 | Verona               | Francesco Manneschi   | Alessia Arisi          |
| 1990 |                      | Remo De Prophetis     | Alessia Arisi          |
| 1991 | Grado                | Massimo Costantini    | Alessia Arisi          |
| 1992 |                      | Massimo Costantini    | Alessia Arisi          |
| 1993 |                      | Massimiliano Mondello | Alessia Arisi          |
| 1994 |                      | Massimiliano Mondello | Fljura Bulatova        |
| 1995 |                      | Massimiliano Mondello | Alessia Arisi          |
| 1996 |                      | Massimiliano Mondello | Fljura Bulatova        |
| 1997 |                      | Valentino Piacentini  | Fljura Bulatova        |
| 1998 |                      | Valentino Piacentini  | Laura Negrisoli        |
| 1999 |                      | Valentino Piacentini  | Alessia Arisi          |
| 2000 |                      | Massimiliano Mondello | Laura Negrisoli        |
| 2001 |                      | Massimiliano Mondello | Nikoleta Stefanova     |
| 2002 |                      | non assegnato         | Nikoleta Stefanova     |
| 2003 |                      | Massimiliano Mondello | Nikoleta Stefanova     |
| 2004 |                      | Massimiliano Mondello | Nikoleta Stefanova     |
| 2005 | Jesolo               | Massimiliano Mondello | Nikoleta Stefanova     |
| 2006 | Jesolo               | Massimiliano Mondello | Nikoleta Stefanova     |
| 2007 | Terni                | Valentino Piacentini  | Laura Negrisoli        |
| 2008 | Termeno              | Umberto Giardina      | Wenling Tan Monfardini |
| 2009 | Conversano           | Mihai Răzvan Bobocica | Nikoleta Stefanova     |
| 2010 | Ponte di Legno       | Stefano Tomasi        | Nikoleta Stefanova     |
| 2011 | Rimini               | Mihai Răzvan Bobocica | Laura Negrisoli        |
| 2012 | Riccione             | Mihai Răzvan Bobocica | Nikoleta Stefanova     |
| 2013 | Riva Del Garda       | Mihai Răzvan Bobocica | Wang Yu                |
| 2014 | Terni                | Niagol Stoyanov       | Nikoleta Stefanova     |
| 2015 | Molfetta             | Leonardo Mutti        | Veronica Mosconi       |
| 2016 | Castel Goffredo (MN) | Marco Rech Daldosso   | Nikoleta Stefanova     |
| 2017 | Riccione (RN)        | Mihai Răzvan Bobocica | Tian Jing              |
| 2018 |                      | Niagol Stoyanov       | Giorgia Piccolin       |
| 2019 |                      | Leonardo Mutti        | Giorgia Piccolin       |
| 2020 |                      | Titolo non assegnato  | Titolo non assegnato   |
| 2021 |                      | Marco Rech Daldosso   | Giorgia Piccolin       |
| 2022 |                      | Niagol Stoyanov       | Giorgia Piccolin       |
| 2023 |                      | Leonardo Mutti        | Tan Wenling            |
| 2024 | Molfetta (BA)        | Mihai Răzvan Bobocica | Nicole Arlia           |

### Albo vincitori serie A maschile
| Anno | Vincitore                   |
| ---- | --------------------------- |
| 1948 | Ginnastica Torino           |
| 1949 | Ginnastica Torino           |
| 1950 | Tennistavolo Bologna        |
| 1951 | Fortitudo Bologna           |
| 1952 | Fortitudo Bologna           |
| 1953 | Fortitudo Bologna           |
| 1954 | Veneta Verona               |
| 1955 | Tennistavolo Vigevano       |
| 1956 | Mare e Monte Ruta Camogli   |
| 1957 | CUS Roma                    |
| 1958 | Mare e Monte Ruta Camogli   |
| 1959 | Olympia Treviso             |
| 1960 | Dip. Comunali Milano        |
| 1961 | Dip. Comunali Milano        |
| 1962 | Universitas Roma            |
| 1963 | C.S.I. Treviso              |
| 1964 | Ata Acli Asola              |
| 1965 | C.S.I. Milano               |
| 1966 | C.S.I. Milano               |
| 1967 | La Soffitta Trieste         |
| 1968 | Nichelino Torino            |
| 1969 | C.S.I. Milano               |
| 1970 | Torreggiani Asola           |
| 1971 | CUS Firenze                 |
| 1972 | Vitamirella S.Elpidio       |
| 1973 | Città dei Ragazzi Modena    |
| 1974 | CUS Firenze                 |
| 1975 | CUS Firenze                 |
| 1976 | Vitamirella S.Elpidio       |
| 1977 | Tennistavolo Senigallia     |
| 1978 | Vitamirella S.Elpidio       |
| 1979 | Tennistavolo Senigallia     |
| 1980 | Agri Gom Parma              |
| 1981 | Pellicce Canali Parma       |
| 1982 | Pellicce Canali Parma       |
| 1983 | Pellicce Canali Parma       |
| 1984 | Vita S.Elpidio              |
| 1985 | Centroscarpa Prato          |
| 1986 | Centroscarpa Prato          |
| 1987 | Centroscarpa Prato          |
| 1988 | Tennistavolo Latina         |
| 1989 | Kiwi Isolabella Latina      |
| 1990 | Tennistavolo Marcozzi       |
| 1991 | C.R.A.A. Ferentino          |
| 1992 | Tennistavolo Marcozzi       |
| 1993 | Libertas Alfaterna          |
| 1994 | C.R.A.A. Ferentino          |
| 1995 | Libertas Alfaterna          |
| 1996 | Libertas Alfaterna          |
| 1997 | Libertas Alfaterna          |
| 1998 | Libertas Alfaterna          |
| 1999 | Body Center Messina         |
| 2000 | Tennistavolo Marcozzi       |
| 2001 | Tennistavolo Marcozzi       |
| 2002 | Sterilgarda Castel Goffredo |
| 2003 | Sterilgarda Castel Goffredo |
| 2004 | Pieve Emanuele              |
| 2005 | Pieve Emanuele              |
| 2006 | Pieve Emanuele              |
| 2007 | Pieve Emanuele              |
| 2008 | Il Circolo Roma             |
| 2009 | Sterilgarda Castel Goffredo |
| 2010 | Sterilgarda Castel Goffredo |
| 2011 | CUS Torino                  |
| 2012 | Città di Siracusa           |
| 2013 | Apuania Carrara             |
| 2014 | Apuania Carrara             |
| 2015 | Frandent Group Cus Torino   |
| 2016 | ASD TT Castel Goffredo      |
| 2017 | Apuania Carrara             |
| 2018 | Apuania Carrara             |
| 2019 | Top Spin Messina            |
| 2020 | Titolo non assegnato        |
| 2021 | Apuania Carrara             |
| 2022 | Top Spin Messina            |
| 2023 | Apuania Carrara             |

### Albo vincitori serie A femminile
| Anno | Vincitore                    |
| ---- | ---------------------------- |
| 1950 | Park Tennis Genova           |
| 1951 | Dip. Comunali Milano         |
| 1952 | Dip. Comunali Genova         |
| 1953 | Cral AEM Milano              |
| 1954 | Gregoriana Milano            |
| 1955 | Gregoriana Milano            |
| 1956 | Gregoriana Milano            |
| 1957 | Gregoriana Milano            |
| 1958 | Dip. Comunali Milano         |
| 1959 | Dip. Comunali Milano         |
| 1960 | Dip. Comunali Milano         |
| 1961 | Dip. Comunali Milano         |
| 1962 | Dip. Comunali Milano         |
| 1963 | Dip. Comunali Milano         |
| 1964 | Dip. Comunali Milano         |
| 1965 | San Giorgio Vivaldi Genova   |
| 1966 | CUS Torino                   |
| 1967 | Tennis Tavolo Vigevano       |
| 1968 | Dip. Comunali Milano         |
| 1969 | Dip. Comunali Milano         |
| 1970 | IVI Milano                   |
| 1971 | Recoaro Bolzano              |
| 1972 | CUS Torino                   |
| 1973 | CUS Torino                   |
| 1974 | CUS Torino                   |
| 1975 | GBC Bari                     |
| 1976 | GBC Bari                     |
| 1977 | GBC Bari                     |
| 1978 | GBC Bari                     |
| 1979 | AGMA Marano                  |
| 1980 | FIAT Carrelli Bari           |
| 1981 | FIAT Carrelli Bari           |
| 1982 | FIAT Carrelli Bari           |
| 1983 | FIAT Carrelli Bari           |
| 1984 | KRAS Sgonico                 |
| 1985 | KRAS Sgonico                 |
| 1986 | Surgelati Arena Verona       |
| 1987 | Surgelati Arena Verona       |
| 1988 | Surgelati Arena Verona       |
| 1989 | Comafer Coccaglio            |
| 1990 | Emaia Vittoria               |
| 1991 | Emaia Vittoria               |
| 1992 | Impera Coccaglio             |
| 1993 | Lal Coccaglio                |
| 1994 | Lal Coccaglio                |
| 1995 | Lal Coccaglio                |
| 1996 | Fit Lycra Castel Goffredo    |
| 1997 | Fit Lycra Castel Goffredo    |
| 1998 | Fit Lycra Castel Goffredo    |
| 1999 | Fit Lycra Castel Goffredo    |
| 2000 | Fit Lycra Castel Goffredo    |
| 2001 | Pink Cervino Valle d'Aosta   |
| 2002 | Sterilgarda Castel Goffredo  |
| 2003 | Sterilgarda Castel Goffredo  |
| 2004 | Sterilgarda Castel Goffredo  |
| 2005 | Sterilgarda Castel Goffredo  |
| 2006 | Sterilgarda Castel Goffredo  |
| 2007 | Sterilgarda Castel Goffredo  |
| 2008 | Sterilgarda Castel Goffredo  |
| 2009 | TT Il Circolo Sandonatese    |
| 2010 | Sterilgarda Castel Goffredo  |
| 2011 | TT Sandonatese               |
| 2012 | TT Sandonatese               |
| 2013 | TT Sandonatese               |
| 2014 | US TT Zeus Quartu Sant'Elena |
| 2015 | Teco Cortemaggiore           |
| 2016 | ASD TT Castel Goffredo       |
| 2017 | ASD TT Castel Goffredo       |
| 2018 | Battini Agri Castel Goffredo |
| 2019 | Brunetti Castel Goffredo     |
| 2020 | Titolo non assegnato         |
| 2021 | Brunetti Castel Goffredo     |
| 2022 | Brunetti Castel Goffredo     |
| 2023 | Brunetti Castel Goffredo     |

### Insegnamento in Italia
L'insegnamento dovrebbe iniziare sin da piccoli (circa 7-8 anni). Trattandosi di uno sport "asimmetrico", cioè che impegna maggiormente la parte dove si impugna la racchetta da gioco, per evitare squilibri nella crescita del bambino, occorre che gli istruttori integrino la preparazione fisica degli allievi con esercizi di ginnastica a corpo libero curando anche l'aspetto aerobico (resistenza e potenziamento della struttura cardiovascolare).
L'insegnamento specifico inizia con:
- l'impugnatura occidentale della racchetta (anche detta ortodossa o shakehand)
- la posizione al tavolo
- il movimento delle gambe
- I colpi di base:
  - palleggio di diritto e di rovescio
  - scambio (o schiacciata) di diritto e di rovescio
  - servizio semplice

Proseguendo con l'allenamento specifico e colpi avanzati per attacco e difesa:
- il back spin di diritto
- il back spin di rovescio
- il drop (palla corta)
- lo smash (schiacciata)
- il top spin di diritto
- il top spin di rovescio
- il controtopspin
- il sidespin
- il flip
- il blocco al tavolo del topspin
- la difesa di taglio (chop)
- la difesa a pallonetto (lob)
- il servizio